# 遠藤晴
遠藤晴（1933年8月8日—1999年9月20日）是日本的女性演員、聲優，東京都出身。最終所屬青二Production。

## 人物
在生前從屬於青二Production，主要多半是配以老年、中年女性的角色的聲音為主。
1999年9月20日去世。享年66歲。

## 演出作品

### 電視動畫
- 一發貫太君（護士長）
- 宇宙小超人（金德金的母親）
- 超能力魔美（聖天宮宣子）
- 美味大挑戰（阿町婆婆）
- 綠野仙蹤（蒙奇金老闆娘）
- 奇天烈大百科（刈野禰（第2代）、大原、千代、老婦人、老奶奶、鈴）
- 西頓動物記 熊之子傑基（蘋朵）
- 森林大帝(新)（長老）
- 世界名作劇場系列
  - 法蘭德斯之犬（露麗特阿姨）
  - 浣熊拉斯卡爾（安娜）
  - 佩琳物語（老婆婆、法蘭索娃絲）
  - 紅髮安妮（婦人）
  - 湯姆索耶的冒險（波麗阿姨）
  - 我的長腿叔叔（米勒院長）
  - 崔普一家物語（蘿西）
  - 羅密歐的藍天（麗莎）
- 世界名作童話系列 哇！童話王國（妖精）
- 時間飛船系列
  - 救難小英雄（小竹夫人、繼母）
  - 亞多德塔人（魔女）
- 勇敢戰士穆特金（老奶奶）
- 尼爾斯的不可思議之旅（芬瑪琳）
- Hello Kitty（女巫）
- 皮可里諾的冒險（老奶奶）
- 秘密的厚子（第2作）（阿姨）
- 名犬雪麗（愛爾瑪）
- 亂馬½ 熱鬥篇（鹿）

### 劇場版動畫
- 森林大帝（媽媽）
- 卡塔君物語（小翔的奶奶）
- 小美人魚（卡洛塔）

### 遊戲
- 月花霧幻譚～TORICO～（蘿絲）

### 電視劇
- 菜鳥搜查官 北見志穗

### 外語配音
- 雷鳥神機隊（羅伊斯頓公爵夫人）
- 七寶奇謀（法拉定利媽媽（安妮·拉姆齊））
- 美國狼人在倫敦（酒館的老闆娘（麗拉·凱））
- 溫馨接送情（愛黛拉（愛絲特·羅爾））
- 冬天的訪客（克洛伊（珊卓拉·福））
- 媽媽市場（卡布兒（莫琳·史塔普爾頓））
- 熱天午夜之慾望地帶（米奈娃（伊爾瑪·P·霍爾））
- 急診室的春天（梅・班頓（碧雅·理查茲））
- 大草原上的小房子（瑪蒂（露絲·麥克大衛））
- 潔西卡阿姨的事件簿（艾瑪（伊蒂絲·迪亞茲）、蜜爾德麗德（奧黛麗·米道斯））

## 外部連結
- 青二Production公開簡歷 （页面存档备份，存于）